# 新エンゼルプラン
新エンゼルプランは、1999年12月19日に、大蔵・文部・厚生・労働・建設・自治の6大臣合意で策定された少子化対策の2004年度目標の実施計画の通称。「重点的に推進すべき少子化対策の具体的実施計画について」が正式名称。少子化傾向を食い止めるため、共働き家庭の育児を援護するなどさまざまな施策が盛り込まれてきたが、一度も成功したことがない。
この項で「エンゼルプラン」、「新新エンゼルプラン」(「子ども・子育て応援プラン」)などについても記述する。

## エンゼルプラン
1994年(平成6年)に文部・厚生・労働・建設各大臣(当時)の合意により、1995年から実施された「子育て支援のための総合計画」のこと。少子化の進展を受け、政府の政策の柱とされている。低年齢児を受け入れるための保育所の増設、時間延長・休日保育などが盛り込まれている。
1999年度には、計画の見直しがなされ、「新エンゼルプラン」が策定された。

## 新エンゼルプラン
2000年に発表された、子育てを支援するための計画。「少子化対策推進基本方針」にもとづく重点施策の具体的実施計画として大蔵・文部・労働・建設・自治の6大臣の合意により策定された。「重点的に推進すべき少子化対策の具体的実施計画について」が正式名称。
重点的に取り組む8つの目標は、
1. 「保育サービス等子育て支援サービスの充実」
2. 「仕事と子育ての両立のための雇用環境の整備」
3. 「働き方についての固定的な性別役割分業や職場優先の企業風土の是正」
4. 「母子保健医療体制の整備」
5. 「地域で子どもを育てる教育環境の整備」
6. 「子どもたちがのびのび育つ教育環境の実現」
7. 「教育に伴う経済的負担の軽減」
8. 「住まいづくりやまちづくりによる子育ての支援」。

また数値目標も設定されている。すでに94年に、子育て支援施策の10か年基本計画案として発表された通称「エンゼルプラン」とその数値目標を盛り込んだ緊急保育対策等5か年事業を引き継いでいるため、新エンゼルプランと呼ばれている。89年の1.57ショックに始まる少子化への国の危機意識が背景にあり、保育サービス分野だけでも、0〜2歳の低年齢児保育、保育時間延長・休日・病児など多様な保育ニーズへの対応や専業主婦家庭も視野に入れた一時保育サービスの整備が掲げられている。男女共同での子育てを阻害する性別役割分
業観や労働環境の伝統的な側面にまで言及しているのは画期的であるが、その実効性と具現化が課題である。	
2005年度からは、少子化社会対策大綱にもとづく「子ども・子育て応援プラン」(新新エンゼルプラン)が実施された。

## 待機児童ゼロ作戦
2001年に厚生労働省が発表。国の認可する保育園に入りたくても定員のために入れず、基準を満たさない保育施設などを利用している児童を待機児童と言う。待機児童が2001年の時点で約3万5000人おり、仕事と子育ての両立を図るうえで問題となっていた。そこで、この作戦では、2002年までに５万人、2004年までにさらに10万人、合わせて15万人の受け入れ児童数の増加を目指すとした。
厚生労働省はその際、待機児童の定義を改めて、地方自治体や民間が運営する保育施設を利用している児童をカウントしないことにした。つまり、どこの保育所にも入れず家にいる児童を待機児童としたのである。しかし、待機児童数は（従来の定義でも新しい定義でも）減少せず、むしろ増加した。また、基準を緩和して認可する・既存の保育園に定員以上詰め込むなどして強引に待機児童を減らそうとしたため、保育施設の質の低下も問題となった。
なお、厚生労働省は2008年に新待機児童ゼロ作戦を発表した。2017年までに保育所などでの受け入れ児童数を100万人増やすという数値目標とともに、福田首相（当時）の指示で家庭福祉員（自宅で子供を預かる保育ママ）の充実を図るなどの目標が盛り込まれた。

## 少子化対策プラスワン
2002年、厚生労働省が新エンゼルプランに上乗せする形で発表。子育て期間における残業時間の縮減・子供が生まれたら父親の誰もが最低５日間の休暇取得・男性の育児休業取得率10％の目標など、男性の働き方を見直し、育児参加を求める内容が盛り込まれた。

## 少子化社会対策基本法
2003年制定。子供が心身ともに健やかに育ち、子供を生み育てる者が真に誇りと喜びを感じることができる社会を実現し、少子化に歯止めをかけるため、国・地方団体・事業主・国民それぞれの責務を明記した。
これに基づいて策定されたのが、子供・子育て応援プランである。それまでの政府の対策が保険事業に集中していたのに対し、「若者の自立とたくましい子供の育ち」などを重点課題として掲げ、若者の教育や働き方の見直しなどを含めた内容となった。

## 次世代育成支援対策推進法
2003年制定。子供を安心して生み育てることができる環境の整備を基本理念として、国・地方団体・企業のそれぞれに行動計画（2005～2015年の11年間）を策定することを義務づけた。各自治体の計画では、児童手当てや１人親家庭の自立支援などが盛り込まれている。

## 子ども・子育て応援プラン
2005年度からは、「少子化社会対策大綱」にもとづく「子ども・子育て応援プラン」(新新エンゼルプラン)となった。
1995年度から政府による本格的な子育て支援政策として実施されているエンゼルプラン(5年ごとに策定)の、3期目となる2005年度からのプラン。00年度に始められた新エンゼルプランは、保育関係施設・サービス充実に対する支援を中心とした対策であったが、少子化の進行を食い止める決め手にならなかった。子ども・子育てプランでは、少子化社会対策基本法(03年7月成立)に基づく少子化対策大綱で示された、(1)若者の自立、(2)職場・働き方の見直し、(3)子供や家庭の大切さへの理解、(4)地域の子育て支援、などを重点的な課題として施策と目標を設定、子育て世代の働き方と若者自立策に対策を拡大している。さらに、次世代育成支援対策推進法の行動計画と関連付けるものとされ、100%の企業での育児休業制度の定着、30代男性の労働時間の短縮と育児休業取得率引き上げ(10%まで)、女性の育児休業取得率引き上げ(80%まで)、などが目指されている。学生に対しては就業体験の推進や若年者試行雇用の拡大などが織り込まれている。

## 子ども・子育てビジョン
民主党政権のもと、「子ども・子育てビジョン」が行われた。

## 待機児童解消加速化プラン
保育所に入れない待機児童の解消に向け、安倍首相が4月に発表した。2014年度末までを「緊急集中取組期間」として保育所の定員を20万人分増やし、その後の3年間でさらに20万人増やすことで、保育ニーズのピークを迎える2017年度末までに待機児童ゼロを目指す。安倍首相は「3年間抱っこし放題での職場復帰を総合的に支援する」とも発言し、現在は最長で1年半の育休期間を3年間に延長するよう経済団体に要請した。

## 子ども・子育て支援新制度
平成24年8月に成立した「子ども・子育て支援法」、「認定こども園法の一部改正」、「子ども・子育て支援法及び認定こども園法の一部改正法の施行に伴う関係法律の整備等に関する法律」の子ども・子育て関連3法に基づく制度のことをいう。新制度は平成27年４月に本格施行を予定している。

## 参考資料
- 「次世代育成支援対策(全般)」(厚生労働省)
- 「エンゼルプラン」(1994/12/16、厚生労働省)
- 「緊急保育対策等５か年事業の実績」(厚生労働省)
- 「新エンゼルプランについて」(1999/12/19、厚生労働省)
- 「待機児童ゼロ作戦の推進について 待機児童ゼロ作戦」（2001/07/06、閣議決定）
- 「少子化対策プラスワン 要点」（2002/09/20、厚生労働省）
- 「新新エンゼルプラン(仮称)の策定」(厚生労働省)
- 「子ども・子育て応援プラン」(2004/12/24、厚生労働省)
- 「子ども・子育てビジョン」(2010/01/29、内閣府)
- 「子ども・子育て支援新制度」